# Band of Brothers
Band of Brothers är en TV-miniserie i tio avsnitt som utspelar sig under andra världskriget, producerad av Steven Spielberg och Tom Hanks. Serien sändes första gången 2001 på den amerikanska kanalen HBO och visas fortfarande på olika kanaler runt om i världen. Den visades i Sverige på TV4 2002 och på Sveriges Television 2010.
Miniserien handlar om amerikanska E-kompaniet (Easy Company), 2. bataljonen, 506. luftburna regementet (506th Parachute Infantry Regiment), 101. Luftburna Divisionen (101st Airborne Division) i USA:s armé och deras löjtnant Richard Winters, från deras grundutbildning till deras landsättningar i Normandie, Operation Market Garden, Bastogne under Ardenneroffensiven, samt till krigets slut. Serien baseras på boken med samma namn, skriven av Stephen Ambrose.
Händelserna som skildras i serien är baserade på Ambroses forskning och dokumenterade intervjuer med E-kompaniets veteraner. Vissa litterära friheter har tagits under inspelningen - andra böcker beskriver skillnaderna mellan dokumenterad historia och TV-versionen. Alla karaktärer skildrade i serien är baserade på verkliga medlemmar av E-kompaniet - vissa av dem kan ses i inspelade intervjuer som visas innan varje avsnitt. Deras identiteter avslöjas inte förrän i sista avsnittet.
En ny serie, i tio avsnitt, från skaparna av Band of Brothers (Steven Spielberg, Tom Hanks, Gary Goetzman) - kallad The Pacific - sändes på HBO(i USA) under 2010 och på Canal+ och SVT1 i Sverige. Serien fokuserar på USA:s marinkår under Stillahavskriget.

## Utmärkelser
Serien nominerades till 19 Emmy Award-utmärkelser och vann sex stycken, bland annat "Outstanding miniseries", "Outstanding Casting for a miniseries, Movie, or a Special" och "Outstanding Directing for a miniseries, Movie, or a Dramatic Special". Den vann även en Golden Globe för "Best miniseries, or Motion Picture Made for Television", en American Film Institute-utmärkelse, och valdes till en Peabody Award för "...relying on both history and memory to create a new tribute to those who fought to preserve liberty". Den vann även 2003 Writers Guild Award för avsnitt sex (Bastogne). Serien har för tillfället betyget 9.4 av 10 på iMDB.

## Avsnitt
1. "Currahee" - E-kompaniet utbildas i Camp Toccoa, Georgia, USA. Huvudrollerna presenteras, bland dem Richard Winters och Lewis Nixon.
2. "Day of Days" - E-kompaniet under slaget om Normandie och anfallet vid Brécourt herrgård.
3. "Carentan" - E-kompaniet intar den franska tätorten Carentan och slår tillbaka tyskarnas motattack.
4. "Replacements" - E-kompaniet luftlandsätts över Nederländerna för att delta i Operation Market Garden.
5. "Crossroads" - E-kompaniet är kvar i Nederländerna och genomför sin mest berömda strid under löjtnant Winters befäl.
6. "Bastogne" - E-kompaniet uppehålls vid den belgiska tätorten Bastogne under Ardenneroffensiven.
7. "The Breaking Point" - Krigets påfrestningar och stress under striderna i Belgiska Foy skildras ur Carwood Liptons perspektiv.
8. "The Last Patrol" - E-kompaniets framryckning till staden Haguenau som David Webster upplever den.
9. "Why We Fight" - E-kompaniet går över gränsen till Tyskland och stöter på ett koncentrationsläger. Avsnittet har vunnit en Emmy Award.
10. "Points" - E-kompaniet intar Hitlers "örnnäste" och informeras om en eventuell omgruppering till striderna i Stilla havet.

## Titeln
Titeln på serien och boken härstammar från Henrik V:s tal inför Slaget vid Agincourt i William Shakespeares pjäs Henrik V, akt 4 scen 3:
Och Crispiani dag ej gå förbi,
Från denna dag och intill verldens ända,
Att icke oss man kommer håg dervid,
Vi få, vi lyckliga få, vi bröder alla;
Ty den dag i dag med mig sitt blod förspiller,
Skall bli min bror; hur ringa han än vore,
Skall denna dag dock gifva honom adel,
Och herrarna i England nu till sängs,
Förbanna skola att det här ej voro,
Och hålla munnen snällt, när någon talar
Som stred med oss på Crispiani dag.

## Rollista (urval)
- Damian Lewis - Major Richard Winters (10 avsnitt)
- Ron Livingston - Captain Lewis Nixon (10 avsnitt)
- Matthew Settle - Captain Ronald Speirs (6 avsnitt)
- David Schwimmer - Captain Herbert Sobel (3 avsnitt)
- Donnie Wahlberg - Second Lieutenant C. Carwood Lipton (10 avsnitt)
- Scott Grimes - Technical Sergeant Donald Malarkey (10 avsnitt)
- Michael Cudlitz - Sergeant Denver "Bull" Randelman (9 avsnitt)
- Peter Youngblood Hills - Staff Sergeant Darrel "Shifty" Powers (10 avsnitt)
- Rick Gomez - Sergeant George Luz (9 avsnitt)
- Robin Laing - Private Edward "Babe" Heffron (8 avsnitt)
- Shane Taylor - Corporal Eugene Roe (10 avsnitt)
- Nicholas Aaron - Pvt. Robert "Popeye" Wynn (9 avsnitt)
- James Madio - Sgt. Frank Perconte (9 avsnitt)
- Ross McCall - Cpl. Joseph Liebgott (8 avsnitt)
- Neal McDonough - 1st Lt. Lynn "Buck" Compton (8 avsnitt)
- Dexter Fletcher - SSgt. John Martin (8 avsnitt)
- Nolan Hemmings - Sgt. Charles "Chuck" Grant (8 avsnitt)
- Rick Warden - 1st Lt. Harry Welsh (8 avsnitt)
- Dale Dye - Col. Robert Sink (7 avsnitt)
- Matthew Leitch - SSgt. Floyd "Tab" Talbert (7 avsnitt)
- Frank John Hughes - SSgt. William "Wild Bill" Guarnere (7 avsnitt)
- Richard Speight Jr. - Sgt. Warren "Skip" Muck (7 avsnitt)
- Tim Matthews - Cpl. Alex Penkala (7 avsnitt)
- Michael Fassbender - Sgt. Burton "Pat" Christenson (7 avsnitt)
- Eion Bailey - Pvt. David Kenyon Webster (6 avsnitt)
- Kirk Acevedo - SSgt. Joseph Toye (6 avsnitt)
- Craig Heaney - Pvt. Roy Cobb (6 avsnitt)
- Peter McCabe - Cpl. Donald Hoobler (6 avsnitt)
- Ben Caplan - Cpl. Walter "Smokey" Gordon (5 avsnitt)
- Peter O'Meara - 1st Lt. Norman Dike (3 avsnitt)
- Marc Warren - Pvt. Albert Blithe (3 avsnitt)
- Colin Hanks - 2nd Lt. Henry Jones (2 avsnitt)
- Tom Hardy - Pfc. John Janovec (2 avsnitt)
- Simon Pegg - 1st Sgt. William Evans (2 avsnitt)